# علم الوجود

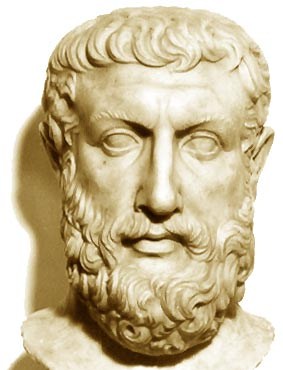
كان بارمينيدس من أوائل من تحدثوا عن الصفات الأنطولوجية لطبيعة الواقع الأساسية

علم الوجود أو علم تجريد الوجود (بالإنجليزية: Ontology) وتنقحر إلى الأنطولوجيا، (باليونانية: بمعنى «الكينونة» و-λογία: الكتابة حول، دراسة) في الفلسفة، هو علم يهتم بالاشياء غير المادية، هو أحد الأفرع الأكثر أصالة وأهمية في الميتافيزيقيا. يدرس هذا العلم في البحث في كشف طبيعة الوجود غير المادي في القضايا الميتافيزيقية المترتبة على التصورات أو المفاهيم والقوانين العلمية، مثل المادة والطاقة والزمان والمكان والكم والكيف والعلة والقانون والوجود الذهني وغيرها الكينونة (being) أو الوجود (existence) إضافة إلى أصناف الوجود في محاولة لتحديد وإيجاد أي كيان أو كينونة (entities) وأي أنماط لهذه الكينونات الموجودة في الحياة. ومع كل هذا فإن الأنطولوجيا ذات علاقة وثيقة بمصطلحات دراسة الواقع (reality).

## التاريخ

### المنشأ
تعدّ الأنطولوجيا جانبا من جوانب مدرسة سامخيا للفلسفة منذ الألفية الأولى قبل الميلاد. ومن المفاهيم المعروفة لهذه المدرسة مفهوم الغونا، والذي يصف الثلاثة خصائص الموجودة في كل الموجودات بنسب مختلفة (ساتفا، راجاس، وتاماس).

#### بارمينيدس والوحدوية
كان بارمينيدس من أوائل الفلاسفة في التقليد اليوناني الذين اقترحوا وصفا أنطولوجيا لطبيعة الوجود الأساسية. ففي مقدمته، وصف بارمينيدس وجهتي نظر عن الوجود، فالأولى هي أنه ليس هناك شيء يأتي من العدم، وبالتالي فإن الوجود أبدي. والثانية، وهي مترتبة على الأولى، أن آرائنا عن الحقيقة لابد وأن تكون، في العادة، خاطئة ومضللة. وقد انبثق معظم الفلسفة الغربية –بما فيها المفاهيم الأساسية لقابلية الدحض– من هذا المفهوم. يقترح هذا المفهوم أن الوجود هو ما يمكن إدراكه، تكوينه، وتحصيله بالفكر. ومن هنا، فقد لا يكون هناك شيء مثل الفراغ أو الخواء، والواقع الحقيقي لا يأتي إلى الوجود أو يختفي تماما. وبذلك فإن الوجود بأكمله أبدي، متماثل، وثابت، لكنه مع ذلك محدود (وقد وصف شكله على أنه فلك كروي تام). ومن هنا فبارمينيدس يرى أن التغير، الذي نلحظه في الحياة العادية، ليس إلا وهمًا. فكل شيء يمكن إدراكه ليس إلا جزء من وحدة واحدة. يتوقع هذا المفهوم، على حد ما، الفكرة الحديثة عن النظرية الموحدة العظمى التي تصف الوجود بأكمله من وفق حقائق متعلقة بالطبيعة الدون ذرية التي تنطبق على كل شيء.

#### التعددية الأنطولوجية
تعدّ التعددية الوجودية هي المقابل للوحدوية الإيلية. ففي القرن الخامس قبل الميلاد، استبدل أناكساغوراس وليوكيبوس حقيقة الوجود (كشيء فريد لا يتغير) بمفهوم الكينونة المتغيرة، أي تعددية أونطولوجية أساسية وأولية. نشأت هذه الفرضية من العالم الإغريقي، وذكرت وفق نظريتين مختلفتين من قبل أناكساغوراس وليوكيبوس. تناولت النظرية الأولى البذور أو الأجزاء المكونة، كما وصفها أرسطو، للمواد المختلفة. والثانية كانت النظرية الذرية، والتي تناولت الوجود وفقا للفراغ، والحركة الفعلية للذرات فيه.
كانت الذرية المادية التي قدمها ليوكيبوس لاحتمية، لكن ديموقريطوس طورها إلى صورة حتمية. ولم تؤخذ الصورة الحتمية في الاعتبار مرة أخرى إلا في القرن الرابع قبل الميلاد من قبل أبيقور. فقد أثبت أن الوجود يتكون من لانهائية من الذرات أو الكريات التي لا تقبل التقسيم أو التغيير، واعطاها وزنا ليتمكن من وصفها، لكن ليوكبيوس وصفها وفق نظامها، رمزها، وموقعها في الكون. وهي بالإضافة إلى ذلك تكون الكون بأكمله بواسطة حركتها الفعلية –التي تحكمها الصدفة– في الفراغ منتجة بذلك تدفق الوجود المتنوع. وقد ظلت هذه الأفكار مسيطرة على فهمنا للفيزياء التقليدية حتى اكتشاف طبيعة الذرات في القرن العشرين.

## مفهوم الأنطولوجيا في ميدان المعلومات
إن مفهوم الأنطولوجيا ظهر في الفلسفة بمعنى علم الوجود ولكن منذ التسعينات أصبحت الأنطولوجيا من أهم مجالات البحث العلمي في المعلوماتية الحديثة. حيث أصبح لها مفهوم ما تحديدا تفصيليا (ظاهريا) لتصميم مجال معين. وهذا التفصيل (conceptualisation) يضع معنى لكل مفهوم ومصطلح ولفظ في المجال. وتوضع المفاهيم في نموذج بياني من المصطلحات والعلاقات التركيبية والمعينية (sémantique)
لقد أصبحت للأنطولوجيا، مع ظهور الإنترنت والويب الدلالي، أهمية كبرى في مجال هندسة المعرفة حيث أنها تساعد مستعمليها على إثراء النظام بمعاني ومفاهيم المصطلحات. ولقد أثبتت الأنطولوجيا مردوديتها في ميادين عدة مثل الذكاء الصناعي والطب وهندسة البرمجيات، إلخ. ولقد أصبح البحث مكثف في مجال الأنطولوجيات منذ التسعينات بمراكز البحوث في الإعلامية نظرا لأهميتها في مجال تصميم الأنظمة. كما تقوم الأنطولوجيا بتنظيم المعرفة في مجال معين وذلك بتوضيح المفاهيم المتواجدة في مجال محدد وتوضيح كيفية تصنيف هذه المفاهيم.
لقد طرحت العديد من الإشكاليات مثل منهجية تصميم الأنطولوجيات، تمثيل الأنطولوجيات المحورية والمقسمة والسياقية (Contextuelle) وحسب وجهات النظر.
وتنقسم الأنطولوجيا إلى:
- نظرية الموضوعانية (Objectivism)
- نظرية الذاتية (Subjectivism)
- نظرية الواقعية (Pragmatism)